# Che sogno incredibile
Che sogno incredibile – singel Emmy Marrone i Loredany Bertè, wydany 4 czerwca 2021, pochodzący z albumu Best of Me. 
Utwór napisali i skomponowali Davide Petrella oraz Michele Canova.
Singel był notowany na 71. miejscu na włoskiej liście sprzedaży i uzyskał status złotego singla za sprzedaż ponad 25 tysięcy egzemplarzy.

## Notowania

### Pozycja na liście sprzedaży
| Kraj   | Notowanie (2021) | Najwyższa pozycja | Certyfikat | Sprzedaż |
| ------ | ---------------- | ----------------- | ---------- | -------- |
| Włochy | FIMI             | 71                | złoto      | 35 000+  |